# Philipp Maintz
Philipp Maintz (* 28. Februar 1977 in Aachen) ist ein deutscher Komponist.

## Leben
Maintz studierte Komposition bei Michael Reudenbach, Robert HP Platz und elektronische Musik bei Karlheinz Essl, ferner ergänzte er seine Studien durch Arbeiten am CRFMW (Centre de Recherches et de Formations Musicales de Wallonie) der Universität Lüttich und am IRCAM (Institut des Recherches et Coordinations Musicales) in Paris. Neben Auszeichnungen und Stipendien erhielt er 2005 den Förderpreis der Ernst von Siemens Musikstiftung und 2007 ein Stipendium der Bundesregierung für die Cité Internationale des Arts Paris. 2009 erhielt er ein Stipendium für die Akademie Schloss Solitude. Im Jahr 2010 absolvierte er einen Jahresaufenthalt an der Villa Massimo in Rom.
Aufführungen seiner Werke fanden unter anderem bei den Wittener Tagen für Neue Kammermusik, den Salzburger Festspielen, bei musica (Strasbourg) und Wien modern statt; sie wurden unter anderem interpretiert durch das Arditti String Quartet, das Minguet Quartett, das Ensemble intercontemporain, das Kammerensemble Neue Musik Berlin, das Ensemble 2e2m, das Radio-Sinfonieorchester Stuttgart (Lothar Zagrosek), das BBC Symphony Orchestra (Pierre-André Valade). Seine Oper Maldoror wurde bei der Münchener Biennale 2010 aufgeführt.

## Werke
- NAHT(yo no pido a la noche explicaciones) Musik für Violine und Violoncello (1999/2000)
- <schneeblind> Musik für Violine solo (2002)
- INNER CIRCLE Musik für Streichquartett (2003-04/06)
- Heftige Landschaft mit 16 Bäumen Musik für großes Orchester (2004/05)
- LIED (geborsten) Musik für Kammerensemble und Live-Elektronik (2005)
- Septemberalbum/acht für Frauenstimme und Klavier (2006)
- Gelände/Zeichnung Musik für Klavier und Live-Elektronik [Klavierstück nr.2] (2006)
- Fluchtlinie Musik für Bariton und Ensemble (2006/07)
- Ferner, und immer ferner Musik für Orgel Solo (2007)
- Océan Musik für Sopran, großes Ensemble und Live-Elektronik (2007)
- Archipel Musik für großes Orchester (2008)
- Tourbillon Musik für Violine, Violoncello und Klavier (2008)
- Maldoror, Oper in sieben Bildern (2010)
- Auftragswerk der Münchner Philharmoniker Musik für großes Orchester (2014)
- Hängende Gärten für großes Orchester (2017)
- Thérèse Kammeroper (2019)
- red china green house für Orchester (2020) Kompositionsauftrag der Kölner Philharmonie (KölnMusik) für das non bthvn projekt 2020

## Diskografie
- gelände/zeichnung, auf: Jan Gerdes: Gelände/Zeichnung – Piano, Edition Zeitklang 2008
- fluchtlinie / NAHT / tourbillon / ferner, und immer ferner / wenn steine sich gen himmel stauen, auf: Portrait Philipp Maintz, Wergo 2013
- trawl / NAHT / und düsteren auges, blutbesprengt, auf: Ensemble Alternance: Philipp Maintz – TRAWL, Stradivarius 2018
- hängende gärten / tríptico vertical, auf: Philipp Maintz – Orchestra Works Vol. 1, Neos 2018
- zornerfüllte nächte, auf: Strandgut – Ensemble LUX:NM, Genuin Classics 2018